# Nhà Thanh
Nhà Thanh hay Trung Hoa Đại Thanh quốc, Đại Thanh Đế Quốc, còn được gọi là Mãn Thanh (chữ Hán: 满清, tiếng Mông Cổ: Манж Чин Улс), là triều đại phong kiến cuối cùng trong lịch sử Trung Quốc.
Nguồn gốc của người Mãn Châu là người Nữ Chân, hoàng tộc Ái Tân Giác La là một bộ tộc của Kiến Châu Nữ Chân, thuộc sự quản lý của Kiến Châu vệ của nhà Minh. Kiến Châu vệ là một vệ sở được nhà Minh thiết lập tại Đông Bắc Trung Quốc, thuộc đơn vị hành chính biên phòng triều Minh, từng thuộc sự quản lý của Nô Nhi Càn Đô ty, mà Ái Tân Giác La thị nhiều đời là Đô chỉ huy sứ của Kiến Châu tả vệ. Năm 1616, một người Nữ Chân là Nỗ Nhĩ Cáp Xích đã dựng quốc xưng Hãn, thành lập nhà nước "Đại Kim" (chữ Hán: 大金; bính âm: Dà Jīn) ở vùng Đông Bắc Trung Quốc – sử sách gọi là Hậu Kim để phân biệt với nhà Kim cũng của người Nữ Chân từng tồn tại vào thế kỷ 12–13; đóng đô ở Hách Đồ A Lạp – còn gọi là "Hưng Kinh". Đến năm 1636, người thừa kế Nỗ Nhĩ Cáp Xích là Hoàng Thái Cực xưng Đế ở Thịnh Kinh, đổi quốc hiệu thành Đại Thanh (chữ Hán: 大清; bính âm: Dà Qīng), lúc ấy, lãnh thổ chỉ dừng lại ở vùng Đông Bắc Trung Quốc và khu vực Mạc Nam, nhưng cũng đã gây đe dọa lớn với nhà Minh, vốn đã rút lui về phía nam Vạn Lý Trường Thành. Năm 1644, Lý Tự Thành xuất quân đánh chiếm Bắc Kinh, nhà Minh diệt vong. Cùng năm đó, Ngô Tam Quế vốn là tướng tàn dư của nhà Minh, vì để đối kháng Lý Tự Thành mà đã đầu hàng nhà Thanh. Quân Thanh dễ dàng tiến qua Sơn Hải quan, đánh bại Lý Tự Thành, chính thức dời đô về Bắc Kinh, cũng mở động một cuộc nam hạ quy mô lớn. Trong vòng thời gian mấy chục năm sau, nhà Thanh lần lượt tiêu diệt thế lực đối địch còn sót lại như tàn dư nhà Minh ở Hoa Bắc, quân Đại Thuận của Lý Tự Thành, Đại Tây của Trương Hiến Trung, Nam Minh và nhà nước Minh Trịnh của Trịnh Thành Công; thống nhất toàn bộ Trung Quốc. Nhà Thanh chinh phục và trở thành triều đình cai trị lãnh thổ của: Trung Quốc bản thổ (1644–1662), đảo Đài Loan (1683), Ngoại Mông (1691), Tây Tạng (1751), Tân Cương (1759); hoàn thành cuộc chinh phục của người Mãn Châu. Vào giai đoạn cực thịnh cuối thế kỷ 18, nhà Thanh kiểm soát lãnh thổ rộng tới 13 triệu km2 (lãnh thổ Trung Quốc ngày nay rộng 9,6 triệu km2), là thời kỳ mà lãnh thổ Trung Quốc đạt mức rộng lớn nhất trong lịch sử. Trải qua ba đời Hoàng đế Khang Hy, Ung Chính, Càn Long, quốc lực của nhà Thanh cùng với kinh tế, văn hóa đều được khôi phục và phát triển mạnh mẽ, thống trị lãnh thổ rộng lớn và các phiên thuộc, sử gọi "Khang – Càn thịnh thế", là thời kỳ phát triển đỉnh cao của nhà Thanh, là một trong những thời kỳ huy hoàng nhất của các vương triều phong kiến trong lịch sử Trung Quốc.
Trong thời gian trị vì, nhà Thanh đã củng cố quyền quản lý hòa bình của họ đối với Trung Quốc, hoà nhập và hòa hợp văn hoá của các dân tộc thiểu số với văn hoá Trung Quốc, và xã hội Trung Quốc đã đạt tới tầm ảnh hưởng cao nhất của Đế quốc Trung Hoa. Tuy nhiên, sức mạnh quân sự của Thanh đã suy giảm trong thế kỷ 19 và phải đối mặt với sức ép từ bên ngoài, nhiều cuộc nổi loạn bên trong và những thất bại trong chiến tranh, khiến nhà Thanh tàn tạ từ sau nửa cuối thế kỷ 19. Việc lật đổ triều Mãn Thanh sau cuộc Cách mạng Tân Hợi khi hoàng hậu nhiếp chính khi ấy là Hiếu Định Cảnh hoàng hậu, đối mặt với phản kháng của phong trào cách mạng Tân Hợi nên bà buộc phải thoái vị nhân danh vị hoàng đế Mãn Thanh cuối cùng là Phổ Nghi ngày 12 tháng 2 năm 1912. Tàn dư của chế độ Mãn Thanh cũng đã bị tiêu diệt tại vùng Tân Cương và Tây Tạng của Trung Quốc cũng vào năm 1912.
Tại đất tổ là vùng Mãn Châu, tàn dư nhà Thanh của cựu hoàng đế Phổ Nghi thiết lập Mãn Châu Quốc nhưng thực chất chỉ là chính phủ bù nhìn của Nhật Bản, tồn tại đến năm 1945 thì người Nga (Liên Xô) tiêu diệt quân Nhật ở vùng Mãn Châu tại Thế chiến 2, Mãn Châu Quốc cũng bị diệt vong và Mãn Châu quay trở về Trung Quốc.

### Cải tạo từ "Trung Quốc"

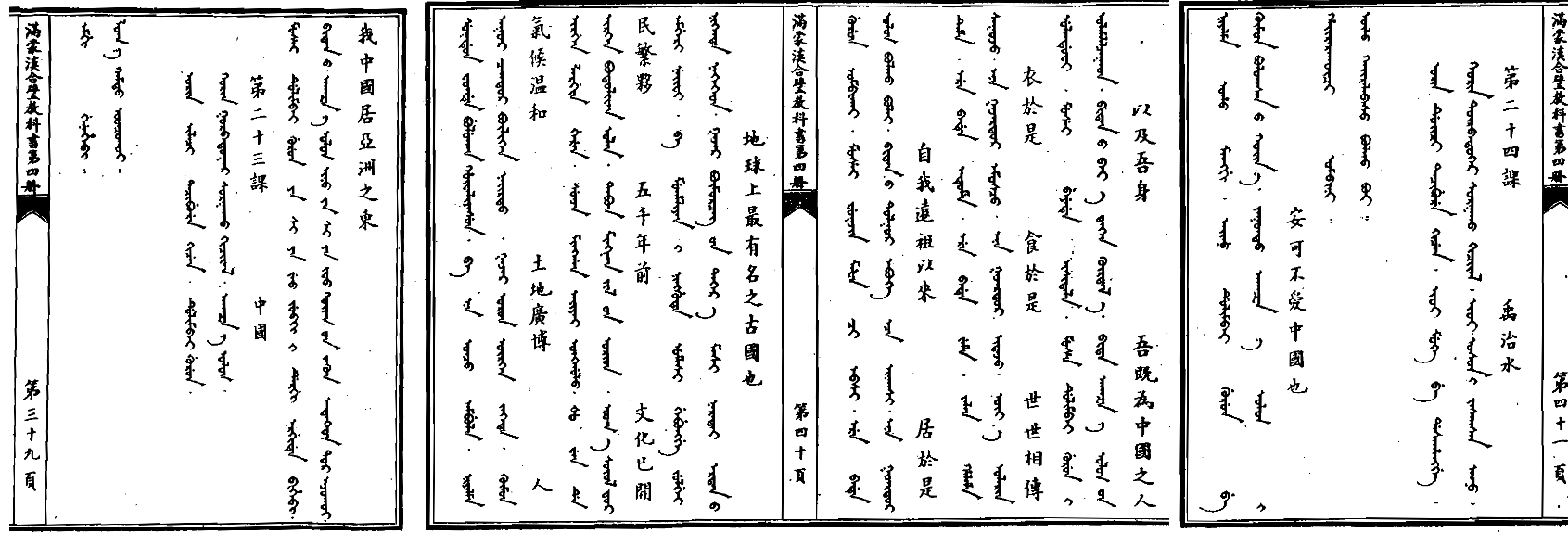
Văn chương Trung Quốc (中國) trong một cuốn sách giáo khoa tiếng Trung, tiếng Mãn và tiếng Mông Cổ (song ngữ) được xuất bản trong triều đại nhà Thanh; đoạn văn hiển thị ở trên có nội dung: "Đất nước Trung Quốc của chúng tôi nằm ở Đông Á... Trong 5000 năm, văn hóa phát triển (ở đất nước Trung Quốc)... Vì chúng tôi là người Trung Quốc, làm sao chúng tôi không yêu Trung Quốc."

### Khang Hy và sự củng cố quyền lực

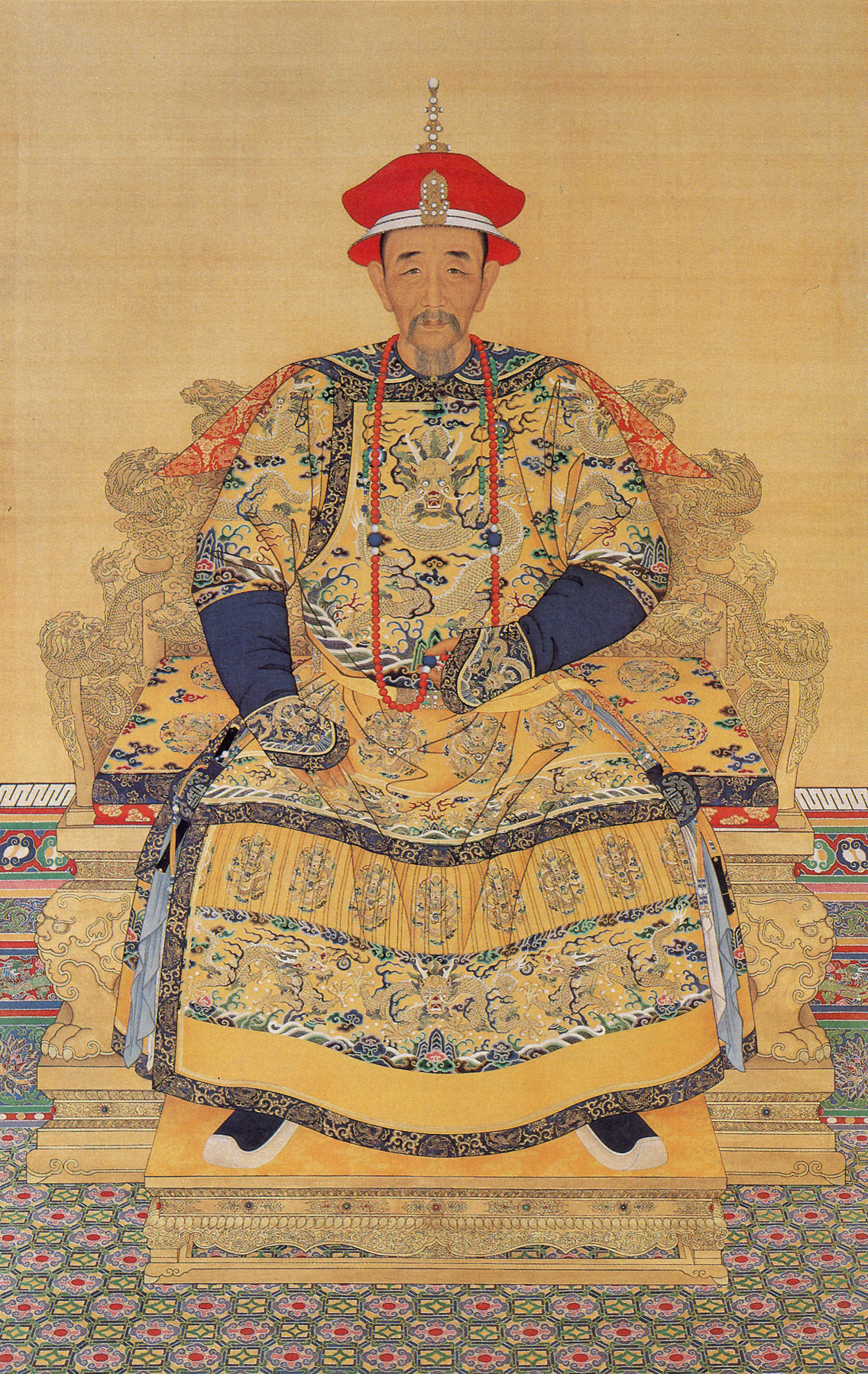
Hoàng đế Khang Hi

### Thịnh trị thời Ung Chính và Càn Long

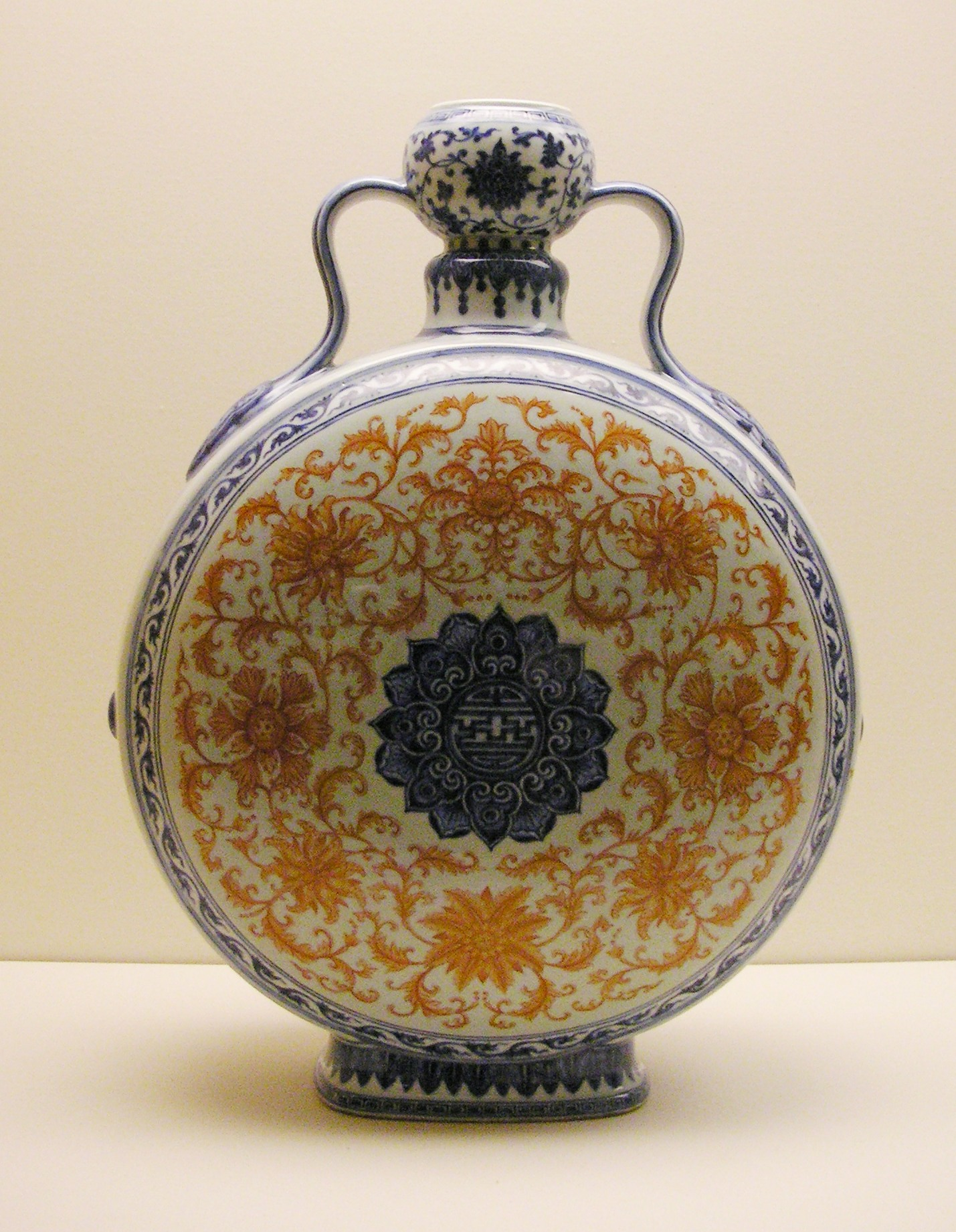
Bình của người hành hương, sứ cảnh lam. Nhà Thanh, giai đoạn Càn Long thế kỷ 18.

### Nổi loạn, bất ổn và áp lực ngày càng tăng

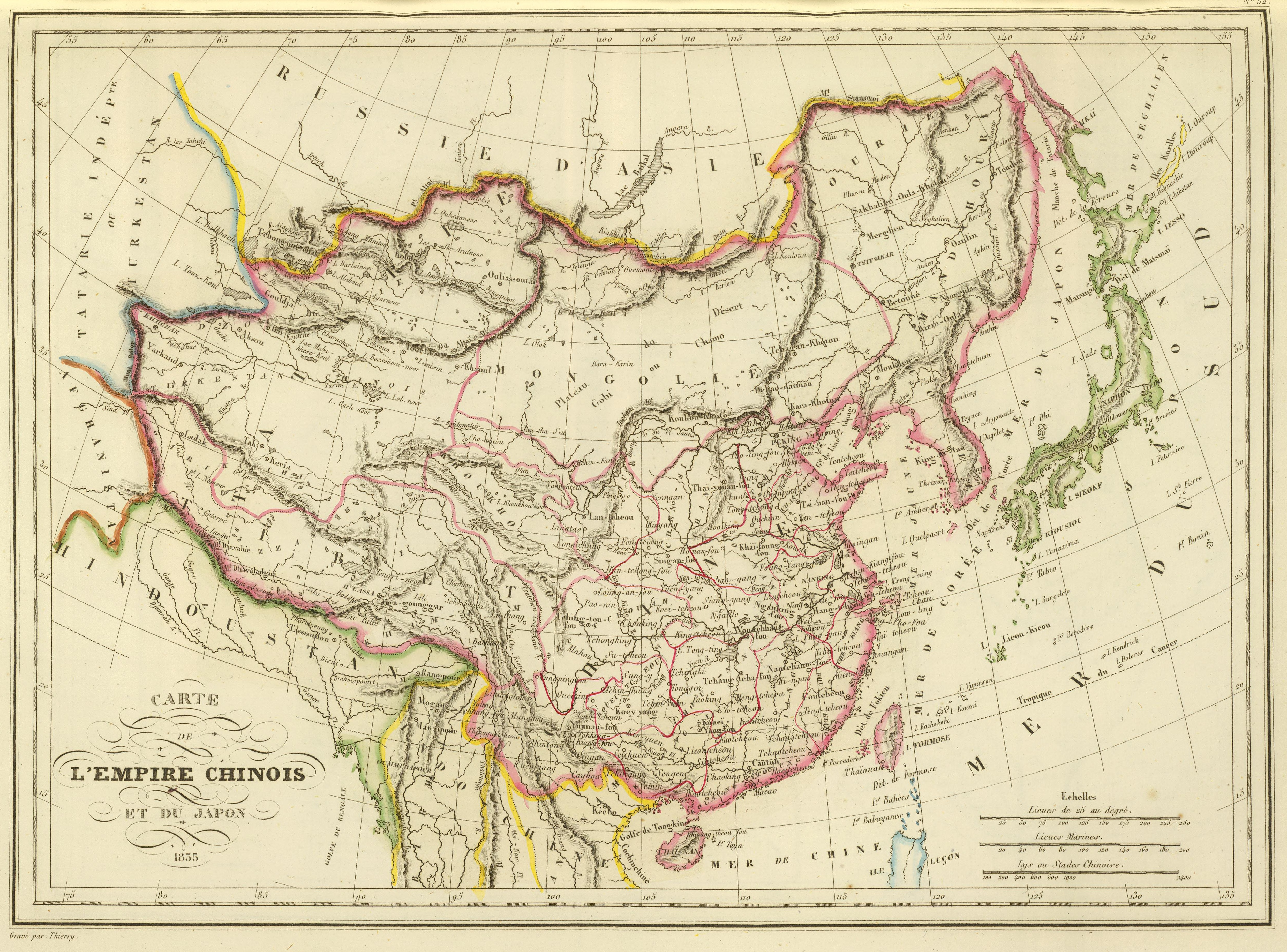
Carte de l'Empire chinois et du Japon, 1833, Conrad Malte-Brun, 1837.

### Nhà Thanh suy yếu và sự cai trị của Từ Hy Thái Hậu

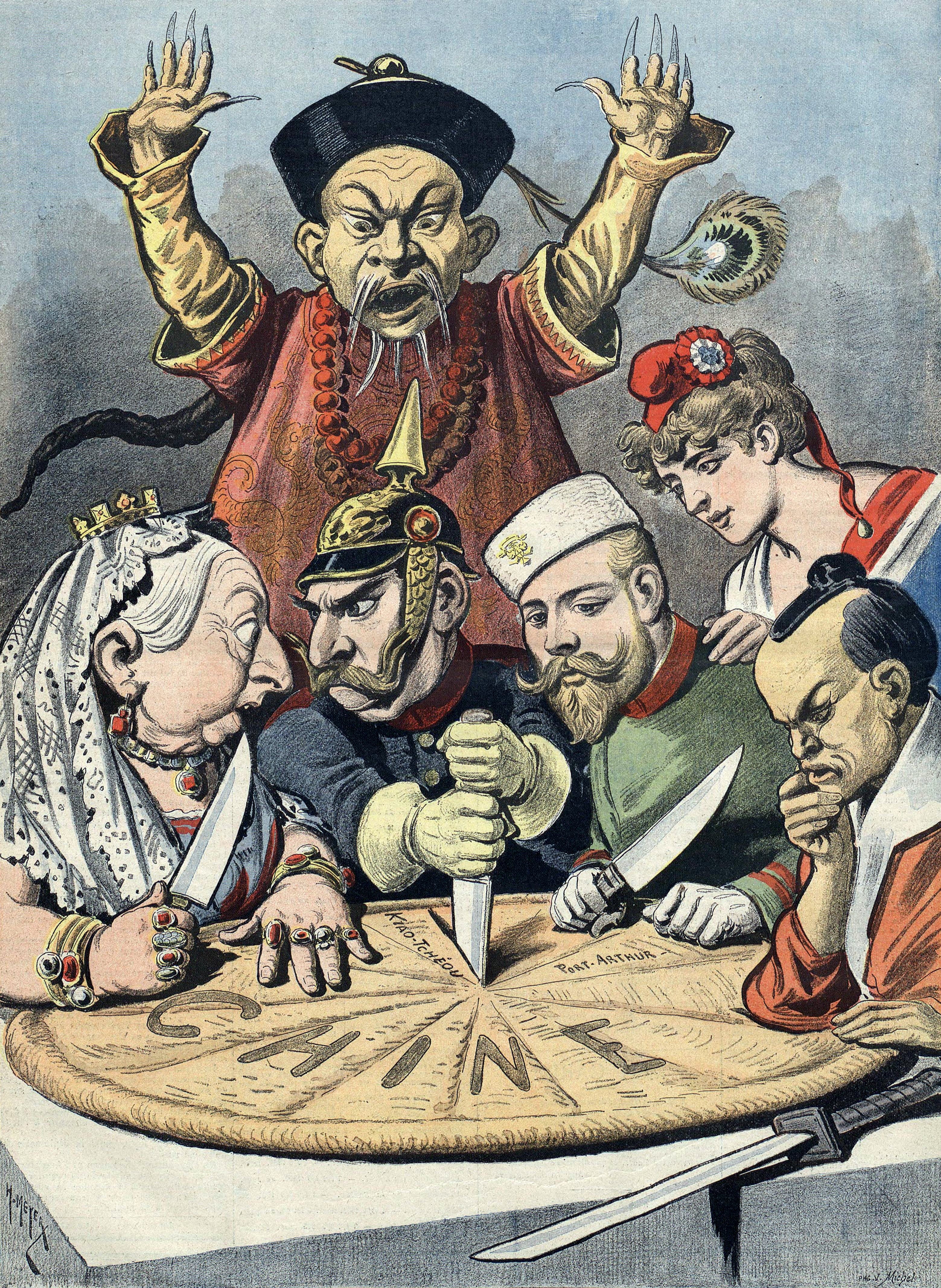
Trong bức tranh này, Trung Quốc bị ví như miếng bánh đang bị Anh, Đức, Nga, Pháp, và Nhật chia nhau

## Quốc hiệu